# Férfi kétpárevezős a 2004. évi nyári olimpiai játékokon
A 2004. évi nyári olimpiai játékokon az evezés férfi kétpárevezős versenyszámát augusztus 14. és augusztus 21. között rendezték a Szkíniasz evezős és kajak‑kenu központban. A versenyt a Sébastien Vielledent, Adrien Hardy összeállítású francia hajó nyerte a szlovén és az olasz egység előtt.

## Versenynaptár
Az időpontok helyi idő szerint, zárójelben magyar idő szerint olvashatóak.
| Dátum                          | Időpont       | Forduló       |
| ------------------------------ | ------------- | ------------- |
| 2004. augusztus 14., szombat   | 11:20 (10:20) | Előfutamok    |
| 2004. augusztus 17., kedd      | 15:45 (14:45) | Reményfutamok |
| 2004. augusztus 18., szerda    | 9:40 (8:40)   | Elődöntők     |
| 2004. augusztus 19., csütörtök | 11:00 (10:00) | B-döntő       |
| 2004. augusztus 21., szombat   | 10:10 (9:10)  | A-döntő       |

## Eredmények
Az idők másodpercben értendők. A rövidítések jelentése a következő:
- QS: Elődöntőbe jutás helyezés alapján.
- QA: Az A-döntőbe jutás helyezés alapján
- QB: A B-döntőbe jutás helyezés alapján

### Előfutamok
Három előfutamot rendeztek, öt-öt, valamint négy résztvevővel. Az első három helyezett automatikusan bejutott az elődöntőbe, a többiek reményfutamba kerültek.
| Helyezés | Nemzet                                                    | Idő      | Mj       |
| 1. futam | 1. futam                                                  | 1. futam | 1. futam |
| -------- | --------------------------------------------------------- | -------- | -------- |
| 1.       | Franciaország (FRA) · Sébastien Vielledent, Adrien Hardy  | 6:45,76  | QS       |
| 2.       | Csehország (CZE) · Milan Doleček, Jr., Ondřej Synek       | 6:50,67  | QS       |
| 3.       | Ausztrália (AUS) · Brendan Long, Peter Hardcastle         | 6:52,34  | QS       |
| 4.       | Németország (GER) · René Bertram, Christian Schreiber     | 6:58,22  |          |
| 5.       | Kuba (CUB) · Yosbel Martínez, Yoennis Hernández           | 7:02,95  |          |
| 2. futam |                                                           |          |          |
| 1.       | Olaszország (ITA) · Rossano Galtarossa, Alessio Sartori   | 6:40,82  | QS       |
| 2.       | Nagy-Britannia (GBR) · Matt Wells, Matt Langridge         | 6:48,13  | QS       |
| 3.       | Egyesült Államok (USA) · Aquil Abdullah, Henry Nuzum      | 6:52,34  | QS       |
| 4.       | Lengyelország (POL) · Michał Jeliński, Adam Wojciechowski | 7:00,38  |          |
| 5.       | Magyarország (HUN) · Haller Ákos, Bencsik Gábor           | 7:05,20  |          |
| 3. futam |                                                           |          |          |
| 1.       | Szlovénia (SLO) · Luka Špik, Iztok Čop                    | 6:45,26  | QS       |
| 2.       | Norvégia (NOR) · Nito Simonsen, Morten Adamsen            | 6:49,90  | QS       |
| 3.       | Észtország (EST) · Leonid Gulov, Tõnu Endrekson           | 6:58,80  | QS       |
| 4.       | Litvánia (LTU) · Kęstutis Keblys, Einaras Šiaudvytis      | 7:07,13  |          |

### Reményfutam
Egy reményfutamot rendeztek, öt résztvevővel. Az első három helyezett bejutott az elődöntőbe, a negyedik és az ötödik kiesett.
| Helyezés | Nemzet                                                    | Idő      | Mj       |
| 1. futam | 1. futam                                                  | 1. futam | 1. futam |
| -------- | --------------------------------------------------------- | -------- | -------- |
| 1.       | Magyarország (HUN) · Haller Ákos, Bencsik Gábor           | 6:15,60  | QS       |
| 2.       | Kuba (CUB) · Yosbel Martínez, Yoennis Hernández           | 6:16,38  | QS       |
| 3.       | Németország (GER) · René Bertram, Christian Schreiber     | 6:16,94  | QS       |
| 4.       | Lengyelország (POL) · Michał Jeliński, Adam Wojciechowski | 6:17,51  |          |
| 5.       | Litvánia (LTU) · Kęstutis Keblys, Einaras Šiaudvytis      | 6:24,56  |          |

### Elődöntők
Két elődöntőt rendeztek, hat-hat részvevővel. Az első három helyezett bejutott az A-döntőbe, a többiek a B-döntőbe kerültek. Az első elődöntőben holtverseny alakult ki a harmadik helyen, ezért mindkét csapat bejutott a döntőbe.
| Helyezés | Nemzet                                                   | Idő      | Mj       |
| 1. futam | 1. futam                                                 | 1. futam | 1. futam |
| -------- | -------------------------------------------------------- | -------- | -------- |
| 1.       | Olaszország (ITA) · Rossano Galtarossa, Alessio Sartori  | 6:11,49  | QA       |
| 2.       | Franciaország (FRA) · Sébastien Vielledent, Adrien Hardy | 6:12,40  | QA       |
| 3.       | Egyesült Államok (USA) · Aquil Abdullah, Henry Nuzum     | 6:14.69  | QA       |
| 3.       | Norvégia (NOR) · Nito Simonsen, Morten Adamsen           | 6:14.69  | QA       |
| 5.       | Németország (GER) · René Bertram, Christian Schreiber    | 6:20,70  | QB       |
| 6.       | Ausztrália (AUS) · Brendan Long, Peter Hardcastle        | 6:22,69  | QB       |

| Helyezés | Nemzet                                              | Idő      | Mj       |
| 2. futam | 2. futam                                            | 2. futam | 2. futam |
| -------- | --------------------------------------------------- | -------- | -------- |
| 1.       | Szlovénia (SLO) · Luka Špik, Iztok Čop              | 6:11,96  | QA       |
| 2.       | Észtország (EST) · Leonid Gulov, Tõnu Endrekson     | 6:12,80  | QA       |
| 3.       | Csehország (CZE) · Milan Doleček, Jr., Ondřej Synek | 6:13,65  | QA       |
| 4.       | Nagy-Britannia (GBR) · Matt Wells, Matt Langridge   | 6:13,71  | QB       |
| 5.       | Magyarország (HUN) · Haller Ákos, Bencsik Gábor     | 6:23,81  | QB       |
| 6.       | Kuba (CUB) · Yosbel Martínez, Yoennis Hernández     | 6:24,54  | QB       |

### Döntők

#### B-döntő
A B-döntőt öt egységgel rendezték, az elődöntők 5–6., ill. 4–6. helyezettjeivel.
| Helyezés (Összesített) | Nemzet                                                | Idő     |
| ---------------------- | ----------------------------------------------------- | ------- |
| 1. (7.)                | Nagy-Britannia (GBR) · Matt Wells, Matt Langridge     | 6:14,40 |
| 2. (8.)                | Németország (GER) · René Bertram, Christian Schreiber | 6:14,97 |
| 3. (9.)                | Kuba (CUB) · Yosbel Martínez, Yoennis Hernández       | 6:15,37 |
| 4. (10.)               | Magyarország (HUN) · Haller Ákos, Bencsik Gábor       | 6:15,39 |
| 5. (11.)               | Ausztrália (AUS) · Brendan Long, Peter Hardcastle     | 6:22,57 |

#### A-döntő
Az A-döntőt hét egységgel rendezték, az elődöntők 1–3., ill. 1–4. helyezettjeivel.
| Helyezés | Nemzet                                                   | Idő     |
| -------- | -------------------------------------------------------- | ------- |
| Arany    | Franciaország (FRA) · Sébastien Vielledent, Adrien Hardy | 6:29,00 |
| Ezüst    | Szlovénia (SLO) · Luka Špik, Iztok Čop                   | 6:31,72 |
| Bronz    | Olaszország (ITA) · Rossano Galtarossa, Alessio Sartori  | 6:32,93 |
| 4.       | Észtország (EST) · Leonid Gulov, Tõnu Endrekson          | 6:35,30 |
| 5.       | Csehország (CZE) · Milan Doleček, Jr., Ondřej Synek      | 6:35,81 |
| 6.       | Egyesült Államok (USA) · Aquil Abdullah, Henry Nuzum     | 6:36,86 |
| 7.       | Norvégia (NOR) · Nito Simonsen, Morten Adamsen           | 6:37,25 |